# Jokohama
Jokohama (japánul 横浜市, Jokohama-si) kikötőváros Honsú szigetén, Japánban, a Kantóbeli Kanagava prefektúra székhelye, a Nagyobb Tokiói Agglomeráció egyik kereskedelmi központja.
A város lakossága több mint 3,6 millió fő, amivel Japánban a városok népességi listáján a második helyre tornázta fel magát. A rangsorban csak Tokió, a főváros előzi meg. Napközbeni lakossága a felkelő nap országában csak a harmadik helyre elegendő, Tokió és Oszaka után.

## Politika
A Jokohamai Városi Önkormányzat 92 tagját 18 kerületből választják. A tanácsban a legjelentősebb párt a Liberális Demokrata Párt 30 képviselővel, ám szorosan követi a Demokrata Párt 29 taggal. A jelenlegi polgármester Nakada Hirosi 2009. nyári hirtelen lemondása óta Hajasi Fumiko (林 文子), az első nő ezen a poszton.

### Közigazgatás
Jokohama 18 kerületre (区, ku) oszlik:
| - Aoba-ku (青葉区) - Aszahi-ku (旭区) - Curumi-ku (鶴見区) - Cuzuki-ku (都筑区) - Hodogaja-ku (保土ヶ谷区) - Iszogo-ku (磯子区) - Izumi-ku (泉区) - Kanazava-ku (金沢区) - Kanagava-ku (神奈川区) | - Kóhoku-ku (港北区) - Kónan-ku (港南区) - Midori-ku (緑区) - Minami-ku (南区) - Naka-ku (中区) - Nisi-ku (西区) - Szakae-ku (栄区) - Szeja-ku (瀬谷区) - Tocuka-ku (戸塚区) |

## Népesség
| Lakosok száma | 72 630 | 196 653 | 620 306 | 814 379 | 1 375 710 | 3 579 628 | 3 688 773 | 3 709 686 | 3 724 844 | 3 757 630 |
|               | 1880   | 1900    | 1930    | 1945    | 1960      | 2005      | 2010      | 2014      | 2015      | 2020      |

## Testvértelepülések
- Testvérvárosok:
  -  Konstanca, Románia
  -  Lyon, Franciaország
  -  Manila, Fülöp-szigetek
  -  Mumbai, India
  -  Odessza, Ukrajna
  -  San Diego, Amerikai Egyesült Államok
  -  Sanghaj, Kína
  -  Vancouver, Kanada
- Testvérkikötők:
  -  Talien kikötője, Kína
  -  Hamburg kikötője, Németország
  -  Melbourne kikötője, Ausztrália
  -  Oakland kikötője, Amerikai Egyesült Államok
  -  Sanghaj kikötője, Kína
  -  Vancouver kikötője, Kanada